# Ruan Ji
Ruǎn Jí (en en chino, 阮籍 Ruǎn Jí, Wade-Giles, Juan Chi; 210–263) fue un poeta y músico chino, uno de los siete sabios del bosque de bambú. Se cree que fue el compositor de la pieza para guqin, Jiu Kuang (酒狂, lit. «Éxtasis ebrio» o «Loco por el vino»).

## Contexto histórico

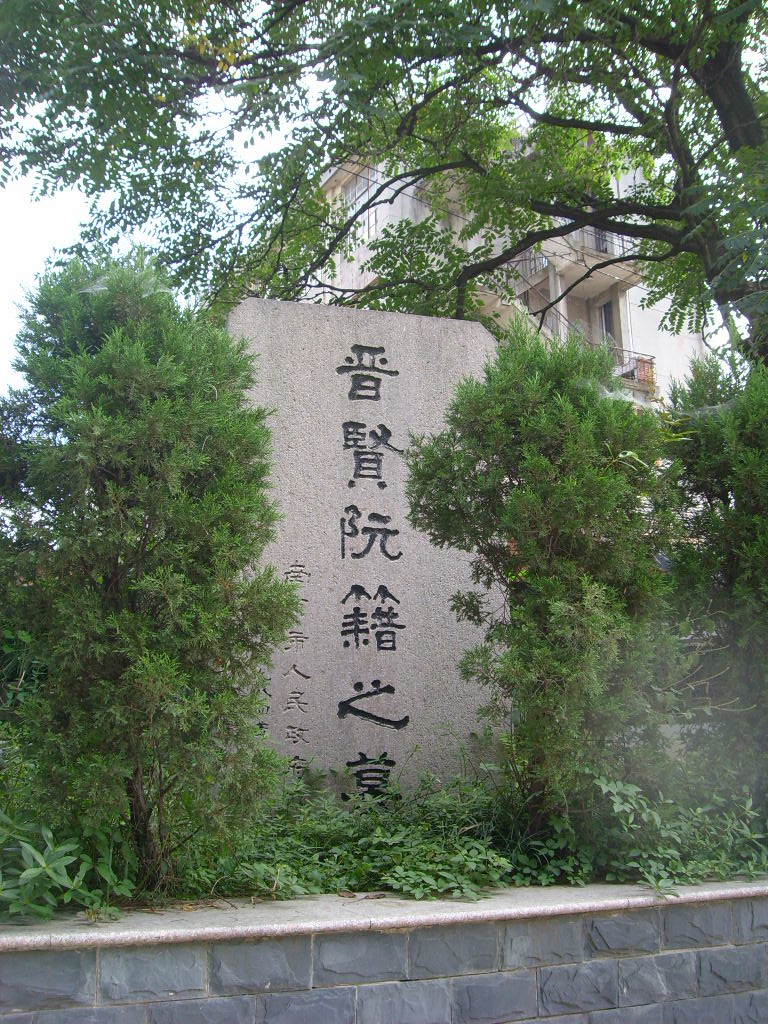
Lápida de su tumba en Nanjing.

El padre de Ruan Ji fue Ruan Yu, uno de los famosos siete maestros de Jian'an, promovidos por el clan Cao en la época de la poesía de Jian'an. La familia Ruan era leal a la dinastía Cao Wei, enfrentada a la familia Sima, cuyas convicciones morales y voluntad por hablar claro generalmente superaban a su poder político o militar real. Ruan Ji nació en un momento peligroso. Históricamente a este tumultuoso periodo suele denominarse el periodo de desunión. En cambio literariamente era el periodo próspero en la poesía de Jian'an y con inicio del desarrollo de la poesía de las seis dinastías. Ruan Ji abrazó la vida poética que le ofrecía la época, evitando lazos políticos y las trampas que se abrían en el momento. Al parecer se forjó adrede fama de borracho y excéntrico para protegerse del peligroso entorno.

### Ascenso de los Sima
Ruan Ji nació poco antes del final de la dinastía Han. La familia Ruan se sentía segura con el ascenso al trono de Cao Cao y el resto de la familia Cao. Sin embargo cuando Ji todavía era bastante joven la fortuna de la familia Ruan cambió y quedó en peligro con el ascenso de la familia Sima. Originalmente la familia Sima había servido como meros oficiales a las órdenes de los Cao, pero gradualmente los miembros de la familia fueron acumulando poder, particularmente Sima Yi, proceso que culminaría con la fundación de la dinastía Jin por Sima Yan. Además la inestabilidad se incrementó con las guerras en marcha con el reino Shu Han.

## Contexto sociocultural

### La política y el poeta
La vida y la obra creativa de Ruan Ji están ligadas a un periodo crucial y dramático de la historia de China, al que le siguieron grandes cambios en diferentes esferas de la vida. La dinastía Han había implantado un periodo de estabilidad basado en reglas morales en las que la piedad ritual, los principios filantrópicos de los antiguos gobernantes legendarios y la aspiración de que los funcionarios actuaran sosegada y razonablemente, no inspirando miedo sino convenciendo, se habían convertido en normas de gobierno. Pero a este le siguió el denominado periodo de desunión.
Ruan Ji fue testigo de guerras sangrientas, luchas por el poder en la corte de Cao Wei, y el alzamiento de la familia Sima. A pesar de los oscuros tiempos en este periodo se consiguieron importantes logros en culturales. Entre los intelectuales de la época había gran interés por la metafísica que se discutía en foros académicos. Destacaba la popularidad del taoísmo y la difusión de enseñanzas procedentes del exterior como el budismo, y la rápida expansión de la poesía lírica, floreciendo todas las artes, desde la pintura a la arquitectura, lo que trajo a la época un espíritu de «elegancia y libertad».
La invención del papel barato en el siglo segundo potenció la expansión de la literatura entre gran parte población, lo que produjo un sentido de distinción (shi 士) a gran parte de la gente educada, que aspiraba a nociones como el bien, la verdad, la justicia y la virtud. Los hombres irreprochablemente virtuosos se convirtieron en los héroes de la época, que renunciaban a la política y preferían la vida tranquila en el campo o la vida de ermitaño a la vida en la corte. Los denominados hombres sublimes (junzi 君子) dieron vida a ideas de protesta contra el gobierno injusto, ocultos tras la despreocupación, la comodidad y la pureza. La vida en la corte de los funcionarios era considerada «vida de polvo y suciedad», mientras que la suciedad real de los trabajos agrícolas era un símbolo de pureza.

### El bosque de bambú
Tradicionalmente se describe a un grupo de siete eruditos, músicos y poetas que querían escapar de las intrigas, la corrupción y atmósfera viciada de la vida cortesana durante las luchas políticas del periodo de los Tres Reinos y que solían reunirse en la oscuridad de un bosque de bambú cercano a la casa de Xi Kang (también conocido como Ji Kang) en Shanyang (actualmente en la provincia de Henan). Allí se divertían recitando y tocando sus obras musicales y disfrutando de la vida campestre y las bebidas alcohólicas. Esto contrastaba con lo que la moral y los principios del confucianismo consideraban honorable y el deber gozoso de servir al país. Ellos disfrutaban de la vida (al menos brevemente) alejados de la peligrosa política y los cambios de gobierno. En lugar de tratar de mantenerse fiel a Wei, durante el alzamiento de Jin, los siete sabios del bosque de bambú se dedicaron al disfrute de la cerveza, la libertad personal, la espontaneidad y la celebración de la naturaleza - evitando la política.
Generalmente se menciona a Ruan Ji como el primero de los siete sabios del bosque de bambú. Los otros sabios eran Xi Kang su amante, Shan Tao (山濤), Liu Ling (劉伶), Ruan Xian (阮咸), Xiang Xiu (向秀), Wang Rong (王戎). Se crearon una imagen de hombres sabios que disfrutaban de la vida, más que para desinhibirse, para realizar el viejo sueño taoísta de la concordia entre hombres libres que han recibido el don de la sabiduría oculta para estar juntos sin estar juntos y actuar de forma conjunta sin actuar conjuntamente. La copa de vino, que había sido convertida por el taoísmo en un símbolo de contemplar muchas maravillas, los unía más que cualquiera otro principio. Ruan Ji habló en sus obras de cosas remotas pero no menciona al bosque de bambú, aunque el grupo se convirtió en el principal foco de su vida social.

## Citas y anécdotas
Ruan Ji fue una de esas personas que convierten su propia vida en una obra maestra. En la Historia de a dinastía Wei de Chen Shou se menciona que Ruan Ji era más que modesto: «… de gran talento y con la habilidad de eludir las cadenas de la moralidad de la corte y tradiciones, pero desequilibrado e indisciplinado, estaba deseoso de caer en sus tentaciones. Ruan Ji honraba a la saga del taoísta Zhuangzi.» Además en la Historia de a dinastía Wei se dice: «la apariencia de Ji era poco común, terco y obstinado, con temperamento, orgulloso e independiente. Seguía solo a las entrañas del alma… Algunas veces vagaba por las colinas y se olvidaba de volver, y finalmente regresaba llorando amargamente. Otras veces se enfrascaba en sus libros y no veía a nadie durante meses. Leía mucho, con especial afición por Laozi y Zhuangzi. Bebía mucho, era habilidoso silbando y le encantaba tocar el qin (琴). Cuando estaba inspirado por una idea se olvidaba de todo lo que le rodeaba. Muchos lo consideraban un loco.»
Fu Yi, quien describe a Ruan Ji como un entendido en ensayos antiguos, menciona que «el poeta estaba diligentemente involucrado en las ciencias» y leía libros hasta el anochecer. Esta tranquila soledad y la obsesión por la adquisición de los conocimientos de los antiguos fue su fuente oculta de inspiración. Ruan Ji tenía despejado el camino para recibir honores en la corte, pero él nunca ocultó su desprecio por las actitudes arribistas de los funcionarios. Uno de sus biógrafos dijo: «inicialmente Ji intentó mejorar el mundo, pero vivió en la transición entre los Wei y los Jing. En China hubo unos pocos Junzi (hombres puros) que trataron de protegerse a sí mismos. Por ello Ji abandonó sus asuntos y se pasaba todo el tiempo ebrio.»

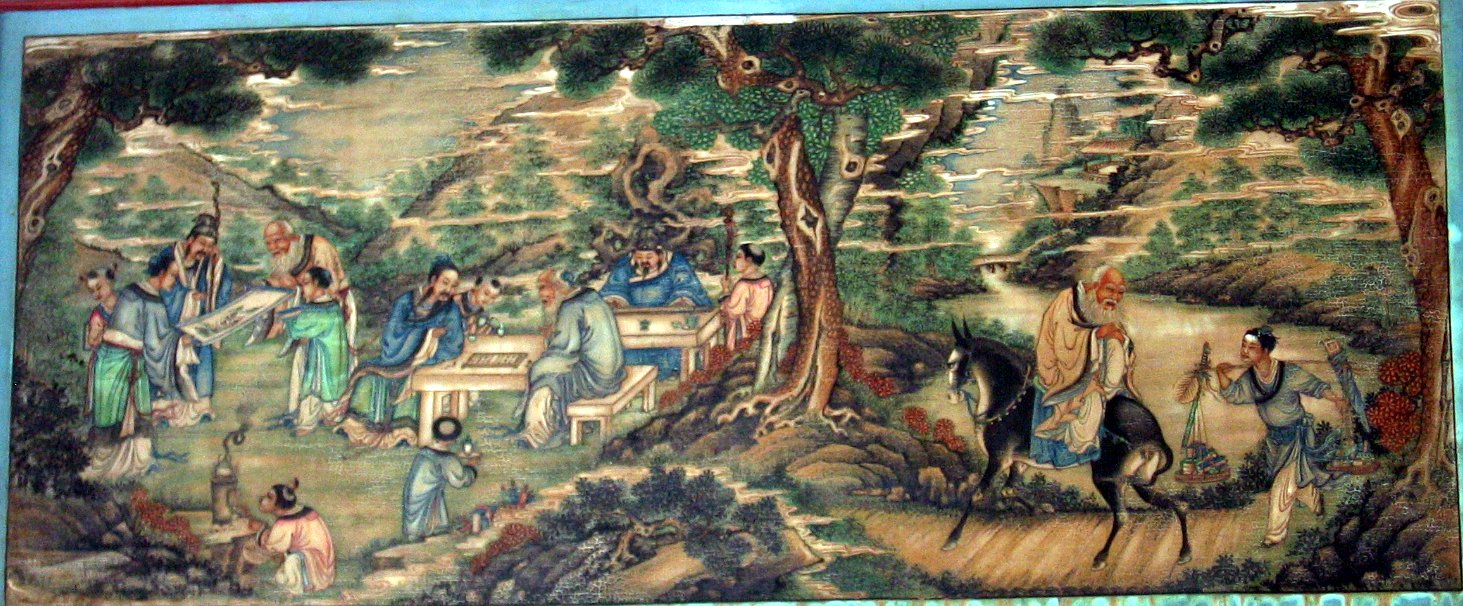
Representación de los siete sabios del bosque de bambú.

Un día en la corte se hablaba de un hijo que había matado a su madre y Ruan Ji dijo: «¡Ja! Si ha ido tan lejos como para matar a su madre, podía haberse permitido matar también a su padre.» Todos los que le oyeron se escandalizaron y le pidieron explicaciones por sus palabras ya que matar a su propio padre era considerado el peor crimen en el imperio. Ruan Ji replicó: «los animales y las aves conocen a sus madres pero no saben quien es su padre. Matar a un padre es volverse como los animales y las aves, pero aquel que mata a su propia madre es incluso peor que los animales.» El cronista añade que nadie pudo objetar a estas palabras. 
Ruan Ji rechazaba las normas no solo de la corte. Se cuenta la historia de que estaba jugando al ajedrez y recibió la noticia de la muerte de su madre. Su contrincante le propuso dejar el juego y el fríamente decidió terminar la partida. En el funeral lloró tan violentamente que expulsó un litro de sangre, no respetó el luto y en contra de lo que marcaba las costumbres morales comió carne y bebió vino. Además cuando la gente acudió a darle el pésame solo les mostró el blanco de sus ojos. Cuando vino Xi Kang (嵇康, 223-262), que traía una jarra de vino y un qin, fue recibido con júbilo y en compañía de sus alumnos.
En la tradición china hay tres opiniones sobre Ruan Ji. La primera es totalmente negativa, lo califica como un inspirador del vicio y la disolución. La segunda lo considera como un agitador. Zhen Yu escribió: «Muchos consideran a Ruan Ji como un hombre disoluto y desmedido, pero es una opinión insuficiente... Él no hablaba sobre las imperfecciones de los demás, solo los miraba con los ojos en blanco. ¿Acaso no era esto una forma de dirigirse a la humanidad? Durante el luto comió carne y bebió, gimió y escupió sangre ¿Tiene eso importancia para el Tao? En esa época los poderes reinantes eran crueles ... pero Ruan Ji murió de muerte natural - ¿no representa eso la sabiduría de la auto-preservación?» La tercera opinión considera a Ruan Ji como un sabio, que se adentró en el oculto arte del Tao. Cui ShuLiang escribió sobre el: «Ruan Ji se mantuvo por encima de toda la humanidad, ajeno a respaldos y descalificaciones, nadie fue capaz de alcanzar su grandeza y medir la profundidad de sus pensamientos, se convirtió en el refinado principio de todas los asuntos.» El poeta Wang Ji lo calificó como el primer hombre, tras los regentes legendarios de los tiempos antiguos, que encontró el camino al paraíso terrenal, a pesar de la embriaguez.
Uno de los poemas de Ruan Ji expresa su rechazo a las normas de Confucio, aunque fueran seguidas por hombres tan virtuosos como Yan Yuan and Min Sun, que fueron estudiantes de Confucio, y que su fuente de conocimiento era el legendario taoísta Xian Menzi. También es destacable la afirmación sobre los cambios en los ideales del poeta: «¿Acaso existen rituales para un hombre como yo?».

## Obras
Las obras de Ruan Ji revelan diferentes aspectos de su mundo interior. 

### Ensayos
Sobre la introducción en el libro de los cambios es un ensayo filosófico. Sobre la música expresa las ideas sobre la naturaleza del orden del mundo. Tiene obras de reflexión sobre otro autores como Sobre la introducción en Laozi y Sobre la interpretación de Zhuangzi. Ruan Ji logró principalmente fama por su anuario Poemas desde mi corazón, que contenía 82 poemas. Sus contemporáneos dijeron que su obra La vida de un gran hombre que revelaba todos sus más profundos pensamientos. El principal personaje de la obra es un ermitaño sin nombre, que es descrito en el principio del ensayo así:  

Diez mil lis (里) eran un paso para él, miles de años como una mañana. No perseguía nada, no se detenía por nada, estaba a la búsqueda del gran Tao, y no encontraba refugio en ningún sitio [...] Los egoístas lo engañaban y abusaban de él, los ignorantes le reprochaban, pero nadie sabía el refinamiento de las divagaciones de su alma. Pero el viejo no traicionó su búsqueda, a pesar de causar la perplejidad en la sociedad que abusaba de él [...]

En la descripción de este viejo sabio Ruan Ji revela la percepción intima de sí mismo. En la obra Ruan Ji ridiculiza las normas morales y rituales confucionistas: 

Con la apariencia de un gobernante la crueldad floreció instantáneamente, los vasallos heredan bienes y a la vez la injusticia y la traición aparecen. Se establecen rituales y leyes pero la gente está atada, no es libre. Se engaña a los ignorantes, se embauca a la gente simple, se oculta el conocimiento al que parece sabio. Los poderosos gobiernan y causan atrocidades, los débiles tienen miedo y sirven a los otros. Parecen desinteresados, pero de hecho son codiciosos. En el fondo son insidiosos, pero por fuera son amigables y educados. Si cometen un delito, no se arrepienten, si tú tienes suerte, no se alegran [...]

El punto de vista Ruan Ji sobre el mundo hace referencia a la tradición taoísta, pero eso no significa que él fuera taoísta. Tomó de los filósofos taoístas antiguos lo que pensó que era importante, en esencia, él buscaba la verdad dentro de él mismo. Se interesaba por sí mismo no solamente para conocer la verdad, sino para buscar lo bueno y verdadero dentro de un mundo cruel e imperfecto, principalmente buscando una conexión entre el hombre y el mundo.

### Poesía
Ruan Ji era polifacético, pero la poesía fue con la vertiente con la que logró más fama y éxito, siendo considerado el poeta más importante de su época. Liu Se comparando a dos genios del siglo III, Ji Kang y Ruan Ji, dijo: «Ji Kang expresó en sus composiciones el intelecto de un pensador excepcional, Ruan Ji puso todo su espirito y su vida en sus poemas. Sus voces son diferentes, pero suenan en perfecta armonía. Sus alas no son parecidas, pero vuelan en absoluta unidad.» Zhong Rong en su obra Las categorías de los poemas atribuye a la obra de Ruan Ji el grado más alto de la poesía: «su poesía puede fortalecerte el temperamento y el espíritu, producir un estado de ánimo de profunda reflexión [...] pero el significado de su poesía es difícil de entender» Mikuchi Fukanaga considera que la poesía de Ruan Ji como un intento único de explicar la experiencia denominada satori en el budismo japonés.
En su poesía también aparecen ácidas críticas a los dogmatismos del confucianismo y a los gobernantes, la glorificación de la alegría de vagar libremente, y la ira y la pena por el conflicto entre Junzi (君子) y “los tiempos del caos”. Destaca por su amplio punto de vista sobre el mundo. Su poesía mezcla pensamientos, estados de ánimos y sentimientos. Ruan Ji a menudo usa contrastes para remarcar la belleza de un momento que siempre está próxima al irresistible vacío de la muerte. Por ejemplo a menudo usa la imagen de las coloridas flores que brotan de las viejas tumba.
| Las matas de flores frondosas brotan en las tumbas |

Ruan Ji prefiere no concretar sus personajes — usa un héroe, un ermitaño, un confucionista, un santo, un sabio — y los sitúa en la antigüedad, usando nombres geográficos antiguos.
Sus poemas la vida imaginaria y la vida diaria, la gloria de un héroe y la soledad de un ermitaño, la pasión amorosa y la inevitable separación. Toda la poesía lírica de Ruan Ji está cuajada por pensamientos de tristeza, que acepta como una eterna e inevitable amiga, y que le acompaña toda su vida. Escribió: «Solo con pensamientos tristes sucede, sin tristeza no hay estado de ánimo profundo.» El primer poema de su anuario poemas desde mi corazón expresó tales pensamientos tristes:
| Estando en vela por la noche, me levanto para tocar el laúd. La luna es visible a través de las cortinas y una suave brisa balancea los cordones de mi toga. Un ganso salvaje solitario grita en el páramo y responden los pájaros del bosque. Mientras me rodea, me mira a mi, solo, imbuido en la tristeza. |

Aquí el autor recrea un escenario particular para su constante tristeza: bruma nocturna, luz de luna, ligera brisa, y voces de aves invisibles. Tal estado de ánimo aparece en casi todos sus poemas del anuario. No siempre esconde sus sentimientos tras la naturaleza, algunas veces su voz se quiebra en un grito y se puede oír la confusión y el miedo: «pierdo mi camino, ¿qué será de mi ahora?» De su vida afirmó: «Solo un momento, ¡pero como tal tristeza se esconde!»

### Música
En la China del siglo III surgió un interés general por la música. La música en China era un tema de importancia nacional. La enseñanza qin (琴) y la flauta tenían la misma importancia que la caligrafía o la lengua. Para Ruan Ji la música representaba el ideal de la armonía. Ruan Ji percibía la música no como sonidos sino como el mundo, la música que es inherente al mundo. Conectaba la música con el camino natural (taoísmo). A Ruan Ji no le gustaba usar la música expresar sentimientos inconstantes, incluso la tristeza o la alegría, sino para expresar los sentimientos de placer de su experiencia emocional. Ruan Ji explicó su comprensión de la música con el ejemplo de un episodio de la vida de Confucio: «Una vez Confucio, en un estado de Qì, oyó música antigua y entonces durante tres meses no conoció el sabor de la carne. Eso significa que la música perfecta no despierta los deseos. El corazón se serena, el espíritu esta plácido, y entonces el sabor de la carne se olvida.»